# Sayers Common
Sayers Common es una localidad situada en el condado de Sussex Occidental, en Inglaterra (Reino Unido). Según el censo de 2011, tiene una población de 869 habitantes.
Está ubicada al sur de la región Sudeste de Inglaterra, cerca de la costa del canal de la Mancha y de la ciudad de Chichester —la capital del condado—, y al sur de Londres.